# Sergio Zardini
Sergio Zardini (Torino, 22 novembre 1931 – Lake Placid, 21 febbraio 1966) è stato un bobbista italiano che ha esercitato a livello agonistico tra la fine degli anni Cinquanta e la metà degli anni Sessanta.
La lunghissima carriera nella nazionale italiana di bob gli ha fatto guadagnare innumerevoli successi sia nei campionati mondiali di bob, sia ai IX Giochi olimpici invernali, disputati a Innsbruck nel 1964.

## Biografia
Nel 1963 si trasferisce in Canada, dove diventa dirigente del grande centro turirtico-sportivo invernale di Avila, a circa 40km da Montréal. Si allena spesso nella pista di bob Lake Placid, che lo porterà nel 1965 a vincere il Trofeo Diamond, la più prestigiosa gara di bob a quattro degli Stati Uniti. In quell'occasione riceve persino una lettera di complimenti da parte del primo ministro canadese.
Il 21 febbraio 1966, durante i suoi allenamenti nella pista di Lake Placid il bob esce dalla pista, e Sergio perde la vita nell'incidente.

## Palmarès

### Olimpiadi
- 1 argento (1964 Innsbruck, Bob a due con Romano Bonagura)

### Mondiali
- 1 oro (1963 Innsbruck, Bob a quattro)
- 6 argento (1958 Garmisch-Partenkirchen, Bob a due; 1959 St. Moritz, Bob a due, Bob a quattro; 1962 Garmisch-Partenkirchen, Bob a due, Bob a quattro; 1963 Innsbruck, Bob a due)
- 3 bronzo (1958 Garmisch-Partenkirchen, Bob a quattro; 1960 Ancona, Bob a due; 1961 Lake Placid, Bob a due)

### Campionati italiani
- 3 argento (1957 Cortina d'Ampezzo, Bob a due; 1958 Cortina d'Ampezzo, Bob a quattro; 1959 Cortina d'Ampezzo, Bob a quattro)
- 3 bronzo (1958 Cortina d'Ampezzo, Bob a due; 1959 Cortina d'Ampezzo, Bob a due; 1961 Cortina d'Ampezzo, Bob a due)